# IMessage
IMessage is een internetberichtendienst ontwikkeld door Apple. Het is een alternatief voor sms en mms.

## Geschiedenis
IMessage werd geïntroduceerd op 6 juni 2011 door Scott Forstall op het WWDC 2011 als onderdeel van de iOS 5-software-update die beschikbaar kwam op 12 oktober 2011.
Op 25 juli 2012 introduceerde Apple OS X Mountain Lion. Een van de nieuwe functies was Berichten, de vervanger van iChat die nu ondersteuning biedt voor iMessage.

## Functies
Met iMessage kan men berichten, groepsberichten, foto's, video's, contacten, locaties en bestanden verzenden naar andere iMessage-gebruikers. Het is daarmee, wanneer er een internetverbinding beschikbaar is, een alternatief op sms en mms.
IMessage is toegankelijk via de Berichten-applicatie op een iPhone, iPad of iPod touch met iOS 5 of later, op een Apple Watch met WatchOS en een Mac met OS X Mountain Lion of later. Er wordt gebruikgemaakt van wifi, 3G, LTE of 5G.
Gebruikers kunnen een of meer e-mail-adressen registreren bij Apple om iMessage te gebruiken. IPhone-gebruikers kunnen in plaats van een e-mailadres ook hun eigen telefoonnummer gebruiken, dat met iOS 6 of hoger ook gekoppeld kan worden aan een e-mailadres. Wanneer er bij iPhone-gebruikers een dataverbinding beschikbaar is, zal Berichten eerst kijken of de ontvanger over iMessage beschikt. Indien dat het geval is, zal er automatisch een iMessage-bericht worden verstuurd. Indien niet, een sms of mms. Een blauwe verzendknop refereert aan iMessage, een groene verzendknop aan sms of mms.
Men kan in Berichten zien of een contactpersoon een bericht aan het typen is. Daarnaast kan men zien of een bericht ontvangen is of gelezen. Alle iMessage-berichten worden versleuteld verstuurd.